# Silene sachalinensis
Silene sachalinensis är en nejlikväxtart som beskrevs av Friedrich Schmidt. Silene sachalinensis ingår i släktet glimmar, och familjen nejlikväxter. Inga underarter finns listade i Catalogue of Life.

## Bildgalleri

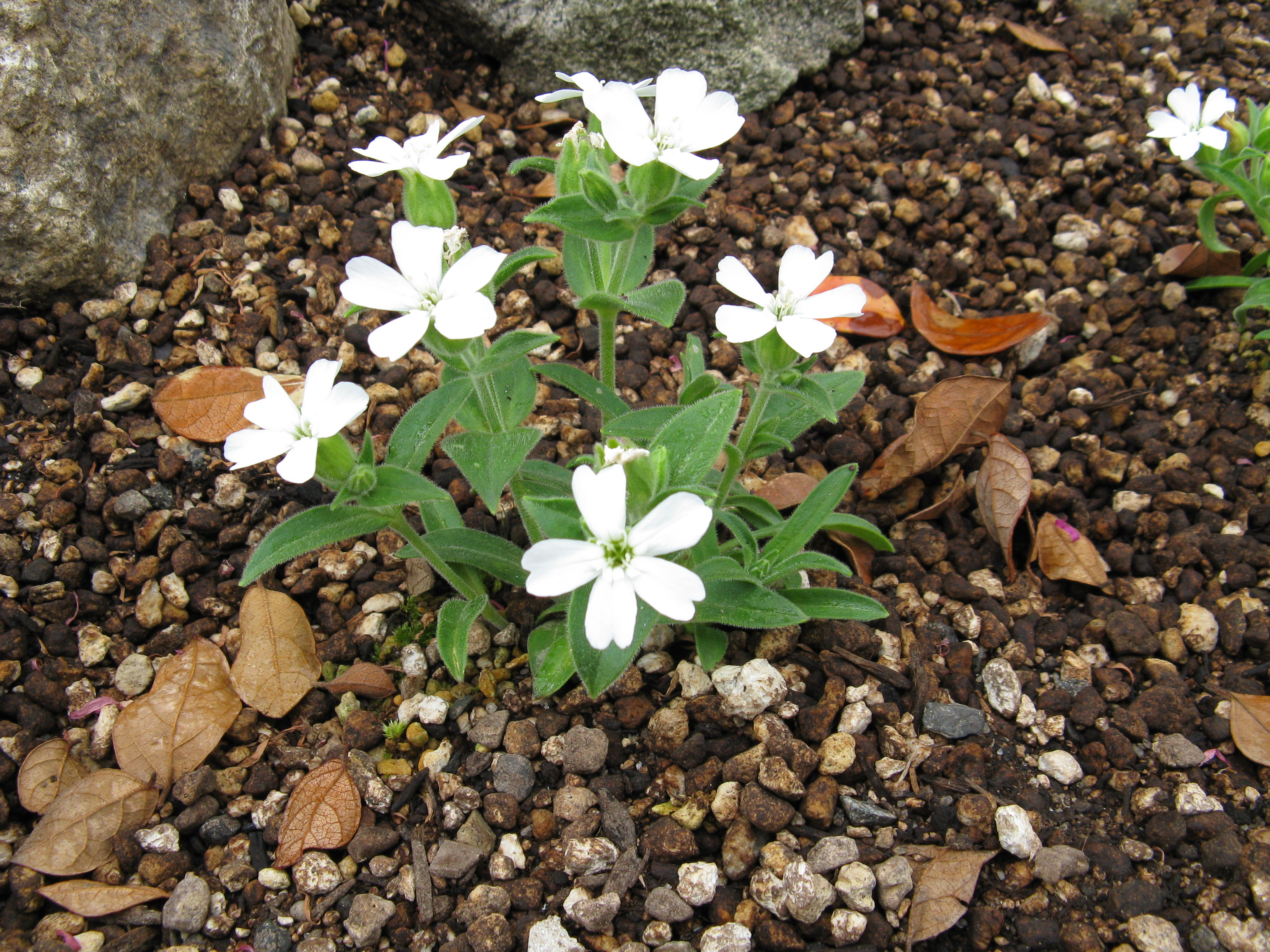
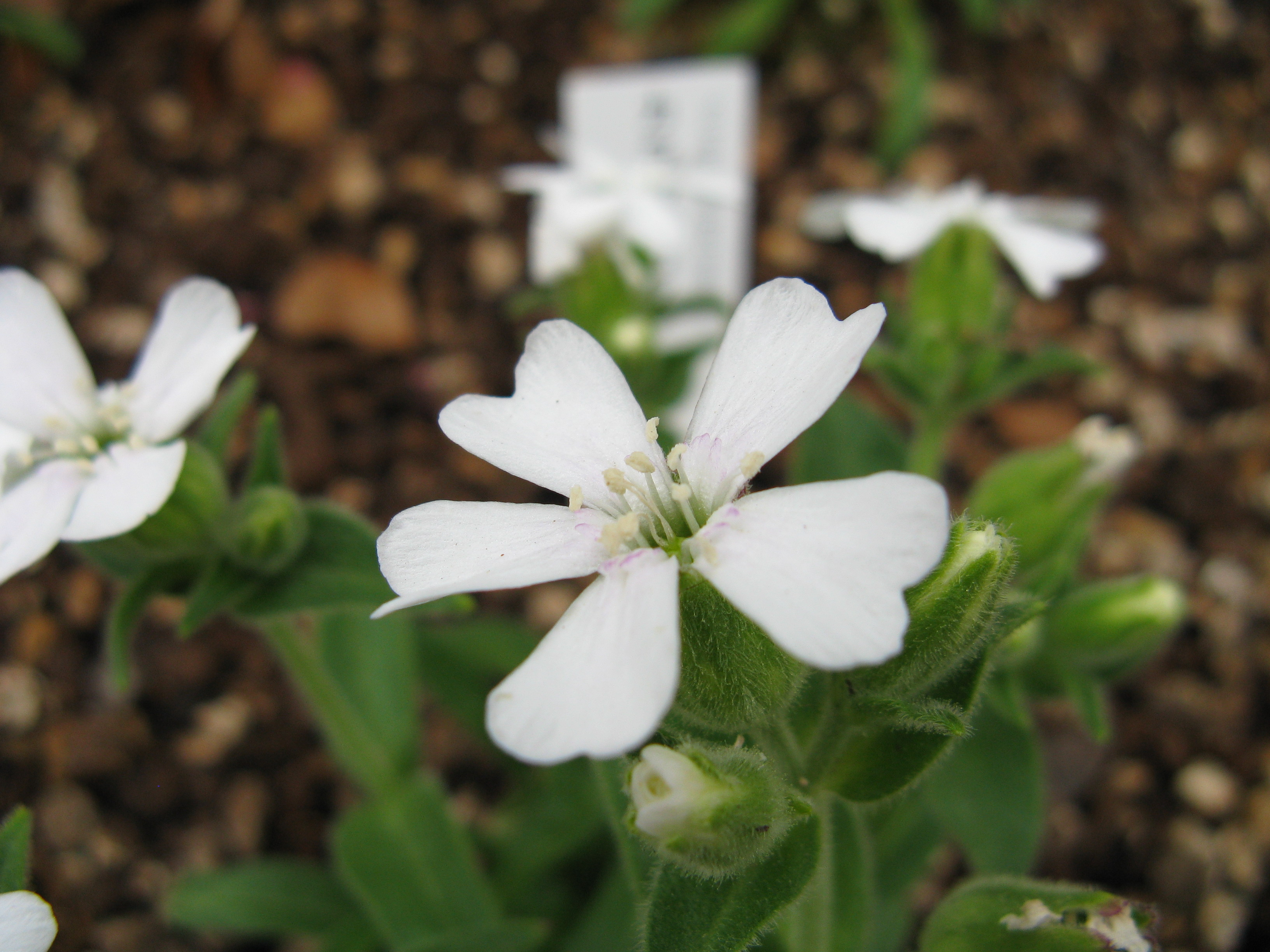